# Uloborus umboniger
Uloborus umboniger är en spindelart som beskrevs av Kulczynski 1908. Uloborus umboniger ingår i släktet Uloborus och familjen krusnätsspindlar.
Artens utbredningsområde är Sri Lanka. Inga underarter finns listade i Catalogue of Life.